# Feliks Sypniewski
Feliks Sypniewski (1830–1903) – polski malarz i artysta, który znany był z obrazów przedstawiających sceny batalistyczne z historii Polski, a także jego ulubione zwierzę – konia.

## Wczesne lata
Nie wiadomo dokładnie w jakich okolicznościach jego rodzice utracili rodzinne posiadłości podczas (lub po) Powstania listopadowego w 1830 roku, ale wiadomo, że Feliks urodził się już w ich nowym miejscu zamieszkania w majątku rodziny ojca, u Sypniewskich w Skoraszewicach pod Poznaniem, podczas lub po świętach Bożego Narodzenia. Z powodu różnicy w określaniu dat między kalendarzami używanymi w Polsce Kongresowej pod zaborem rosyjskim (gdzie używano kalendarza juliańskiego), a Wielkim Księstwem Poznańskim pod zaborem niemieckim (gdzie używano współczesnego kalendarza gregoriańskiego), rok urodzenia Feliksa podawany jest jako 1830 lub 1831.

Na tej ogromnej posiadłości rodzinnej rozwinął swoje wyśmienite umiejętności jazdy konnej; tam też rozpoczęła się - trwająca całe jego życie - fascynacja końmi, których stadninę posiadała rodzina.

Jak większość dzieci zamożnych rodzin szlacheckich w tamtych czasach, początkowo nie uczęszczał do szkoły, lecz był uczony w domu przez grono prywatnie wynajętych nauczycieli. Między innymi, jego pierwszym nauczycielem rysunków i malarstwa był nieznany wtedy jeszcze, młody Adolf Piwarski (syn Jana Piwarskiego - profesora i znanego wówczas malarza), który sam był wówczas studentem pod patronatem rodziny Sypniewskich.

W latach 1850–1852 studiował w warszawskiej Szkole Sztuk Pięknych pod kierunkiem Jana Piwarskiego i Ksawerego Kaniewskiego, jednak malarstwa uczył się przede wszystkim samemu. Jeszcze przed 20. rokiem życia był już wyśmienitym rysownikiem, malarzem akwarel, portrecistą, oraz - pomimo młodego wieku – cenionym już ilustratorem (jego seria biblijnych ilustracji z tamtego okresu była bardzo poszukiwana przez wydawców książek i czasopism i jeszcze wiele lat po jego śmierci były jeszcze używane w wielu publikacjach).

## Dorosłość

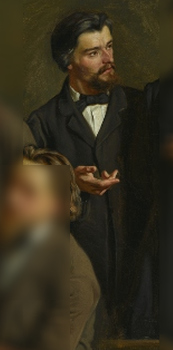
Portret Feliksa Sypniewskiego z 1858 r. (w wieku 28 lat) namalowany przez Antoniego Murzynowskiego (fragment obrazu "Wojciech Gerson i pięciu artystów w jego warszawskiej pracowni")

Przez wiele lat mieszkał i pracował w dwóch miastach (i krajach) równocześnie: w Poznaniu i Warszawie, które od czasu rozbiorów Polski i Kongresu wiedeńskiego leżały wówczas w dwóch różnych krajach. Zanim osiągnął 30 lat był już powszechnie znanym i cenionym artystą.

Nie stronił także od życia towarzyskiego, wręcz przeciwnie - był lubiany i bardzo popularny w kręgach towarzyskich wyższych sfer i nie tylko, a nawet znany był z tego, że nigdy nie przepuścił żadnej okazji do romansu. W rezultacie tego hulaszczego trybu życia, podczas gdy jego pierwszy nieślubny syn rodził się w Warszawie (wówczas pod okupacją rosyjską), on sam brał w tym samym czasie ślub z inną brzemienną szlachcianką w Poznaniu (wówczas w Niemczech). Nie wiadomo jak długo (czy też w ogóle) małżeństwo to przetrwało lub zakończyło się rozwodem, ale około 1875 roku Feliks jest ponownie znany ze swoich romansów. Gdy emigrował do Francji około 1890 roku miał już kilkoro dzieci z różnych matek rozsianych po ówczesnej Rosji i Niemczech - jakkolwiek tylko jedno "z prawego łoża".

Pomimo wielu kochanek i licznego potomstwa - umarł samotnie i minęło kilka dni zanim jedna z przyjaciółek odkryła zwłoki w jego paryskim domu. Z tego powodu został pospiesznie pochowany w Paryżu na cmentarzu Père Lachaise pod błędnym nazwiskiem (prawdopodobnie z powodu nieznajomości polskiej pisowni jego nazwiska u jego francuskich przyjaciół, a rodzina dowiedziała się o jego śmierci dużo później).

## Powstanie styczniowe
Gdy w 1863 roku na terenach zaboru rosyjskiego wybuchło Powstanie styczniowe, Feliks Sypniewski wraz z kuzynem Heinrichem Sypniewskim udali się do Polski kongresowej, aby dołączyć do powstańców. Nie mając jednak żadnego wykształcenia wojskowego, ani żadnej praktyki, Feliks omal nie został zabity w walce z rosyjskimi żołnierzami niedaleko wioski Klecz (lub w bitwie pod Kleczem). Prawie cudem, dzięki poświęceniu jego ulubionego konia i wybitnym zdolnościom jeździeckim, udało mu się samotnie wydostać z zasadzki, podczas gdy ciężko ranny Heinrich trafił do więzienia, a następnie został zesłany na Syberię (gdzie zginął w 1866 prawdopodobnie w powstaniu zesłańców syberyjskich

Po tak traumatycznych przeżyciach, zdając sobie sprawę z własnej nieprzydatności w boju, Sypniewski nie podejmował więcej żadnych prób przyłączenia się do powstańców i doczekał końca powstania w Poznaniu. Nie wiadomo też, czy podejmował jakiekolwiek inne działania popierające odrodzenie Polski lub samo powstanie, ale nie ma żadnych znanych dokumentów z tego okresu wskazujących, aby był zaangażowany w politykę.

## Malarstwo
Feliks Sypniewski był wszechstronnie utalentowanym i płodnym artystą, jednak tylko niewielka część jego prac - głównie obrazy olejne i akwarele – przetrwała do dziś. Natomiast z uwagi na brak zachowanych informacji, wiele z jego ilustracji pozostaje dzisiaj nieznana lub jest przypisywana innym autorom.

Znany malarz a zarazem czołowy krytyk sztuki tamtych lat - Wojciech Gerson - bardzo wysoko cenił twórczość Sypniewskiego, uważając obrazy takie jak „Bitwa pod Płowcami” czy „Wacław przy trupie Marii” wręcz za arcydzieła.

Najbardziej znanym i cenionym obrazem Feliksa Sypniewskiego był obraz olejny na płótnie zatytułowany „Po bitwie pod Grunwaldem” lub „Powrót Krzyżaków spod Grunwaldu” (czasami zwany też po prostu „Krzyżacy”); stanowił on część tryptyku grunwaldzkiego Sypniewskiego. Obraz ten został najpierw zaanektowany przez Niemców z Muzeum w Lublinie na początku II wojny światowej, skatalogowany pod numerem III BR/7, a następnie skradziony pod koniec wojny przez oficerów wycofującego się Wehrmachtu. Do dzisiaj nie został odnaleziony i jest uważany za stracony. 

Innym znanym i utraconym (prawdopodobnie na zawsze) obrazem jest „Książę”, przedstawiający księcia Józefa Poniatowskiego oraz nieznanych oficerów w strojach Francuskiej Armii Imperialnej z okresu 1804-1814. Obraz ten został zabrany przez wycofujących się Niemców w 1918 roku, na sam koniec I wojny światowej, i nie został do dzisiaj odnaleziony. Jego kopia jednak została kupiona przez Mathiasa Bersolma od Towarzystwa Przyjaciół Sztuk Pięknych (którego jednym z założycieli w 1854 roku był zresztą sam Feliks Sypniewski). Towarzystwo to zajmowało się rozpowszechnianiem polskiej sztuki i wspomaganiem polskich artystów, a dzięki rozpowszechnionej wśród jego członków praktyce fotografowania dzieł sztuki, do dzisiaj zachowała się czarno-biała fotografia kopii zakupionej przez Bersolma.

Kolejnym znanym obrazem Sypniewskiego jaki zaginął w zawieruchach wojennych był „Sypniewscy w homelskim pałacu” zwany też „Przodkowie”, oraz mylnie zwany „Szlachcic z żoną”("Nobleman and wife") lub „Szlachcic z córką” ("Nobleman and Daughter")). Przedstawia on dziadka i babcię malarza: Jana Odrowąż-Sypniewskiego i Stefanię (p.v. Jaraczewska z Jaraczewa) na dawnych posiadłościach rodzinnych w Homlu (obecnie Białoruś). Obraz ten zaginął w 1918 roku i był uważany za zaginiony aż do 1972 roku, gdy pojawił się na aukcji w jednym z niemieckich domów aukcyjnych.

### Galeria

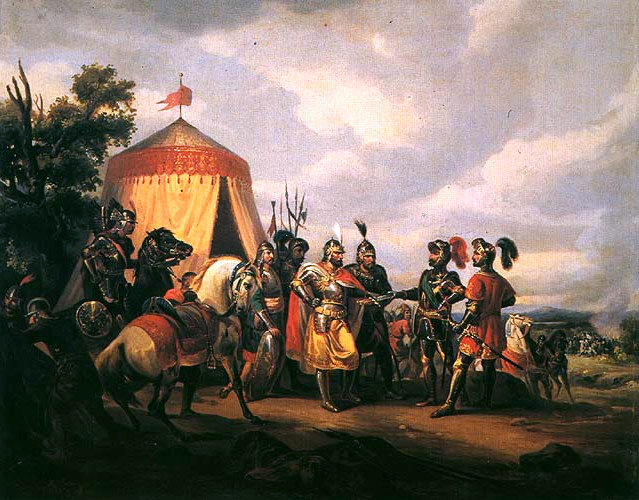
„Przed bitwą pod Grunwaldem". 1852
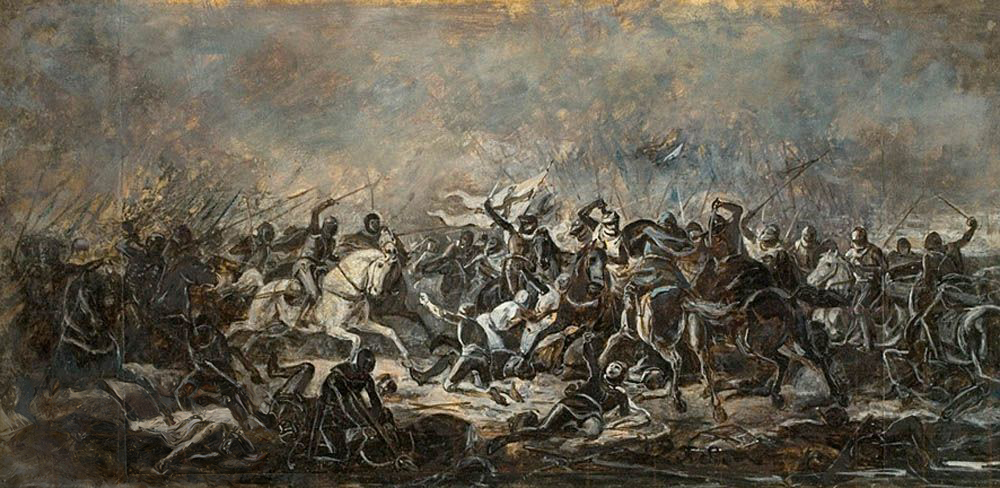
„Bitwa pod Grunwaldem". Około 1848-1850
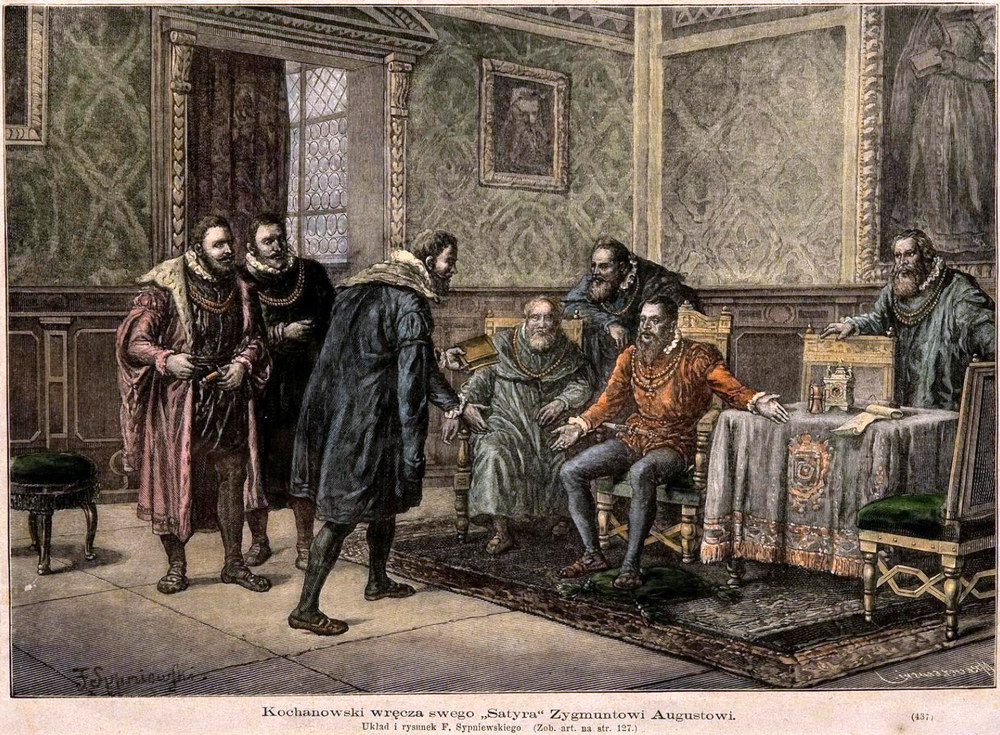
„Kochanowski wręcza Satyra królowi Zygmuntowi Augustowi" 1884
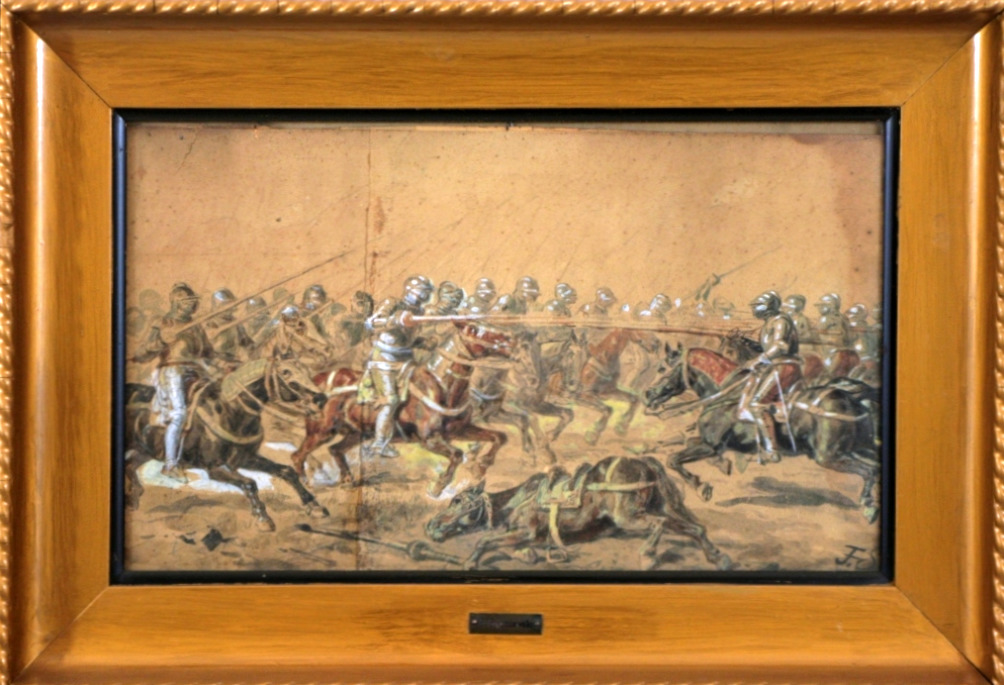
„Szarża" 1860
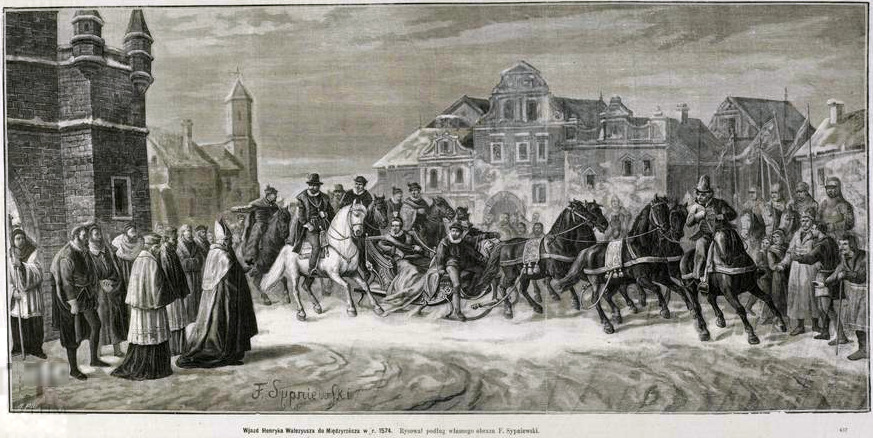
„Król Henryk Walezy przybywa do zamku w Międzyrzeczu" 1882
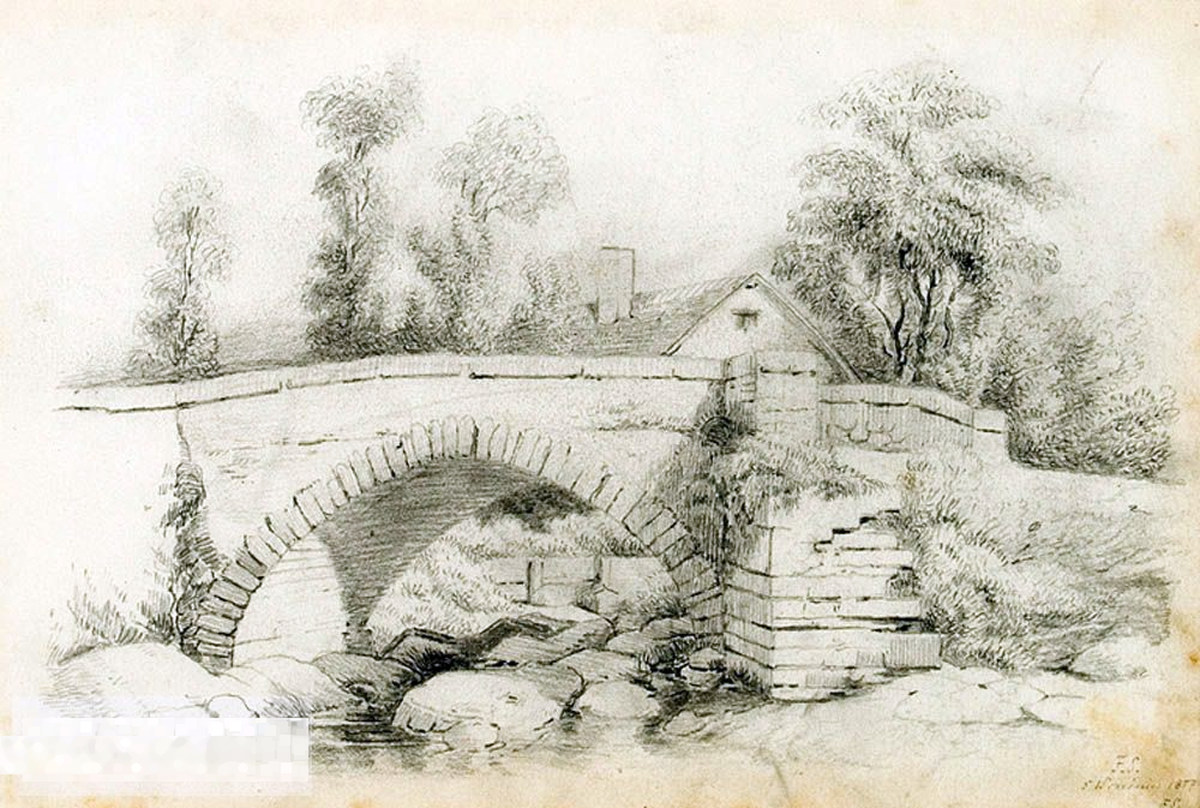
„Pejzaż z mostem 1857
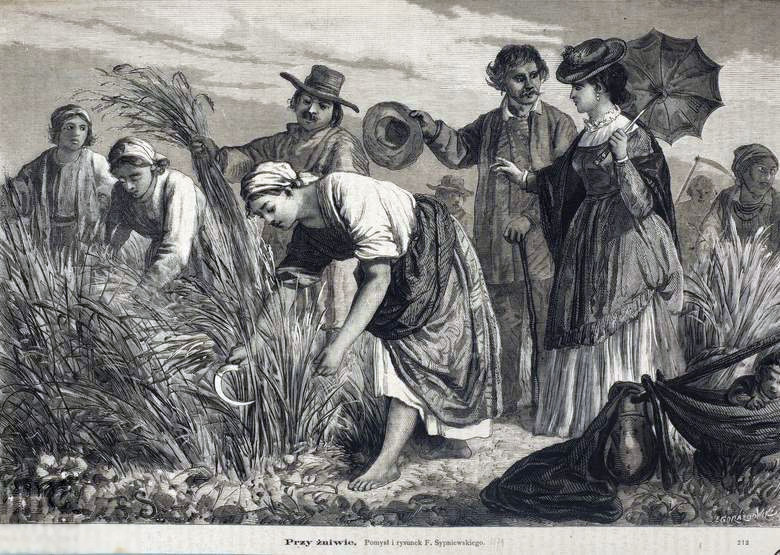
„Przy żniwie" 1885
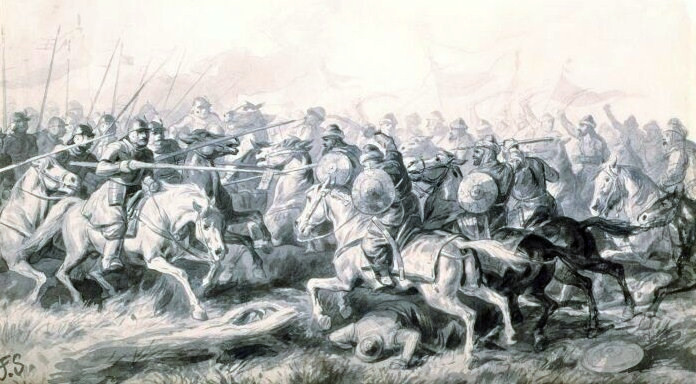
„Walka z Turczynem" 1850
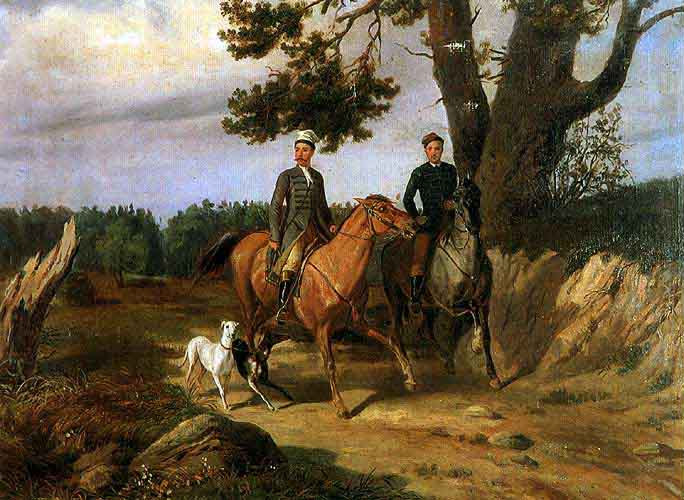
„Polowanie z chartami" 1870
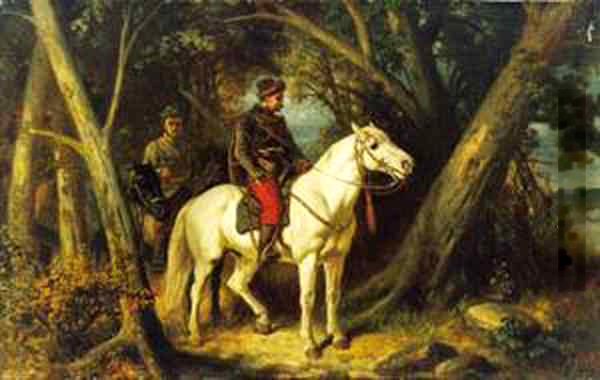
„Zwiad" (zwany też „Jeźdźcy") 1860
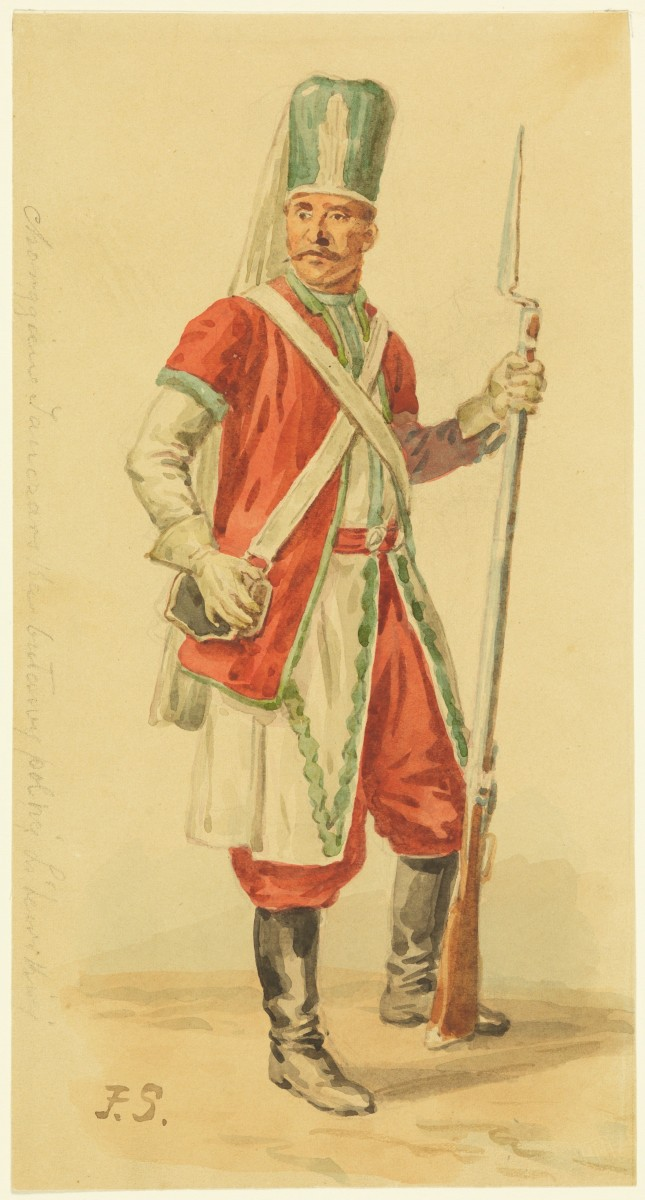
„Chorągiew janczarska Buławy Polnej Litewskiej" 1851
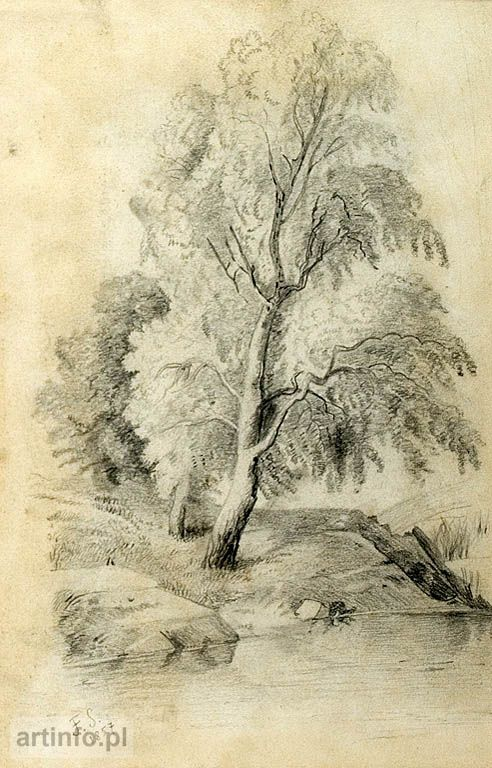
„Drzewo" 1857
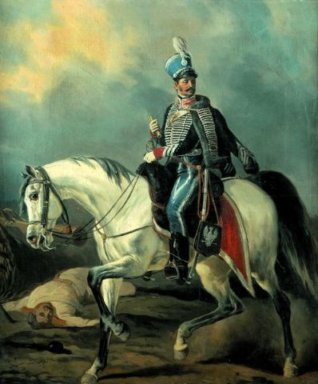
„Portret jeźdźca" (zwany też „Huzar”[2])
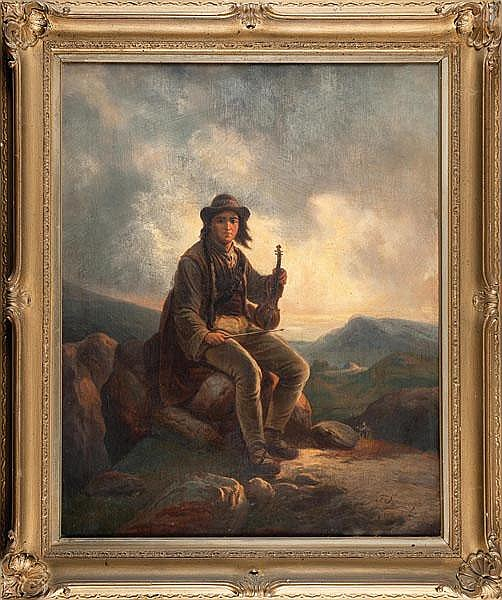
„Młody góral" 1883
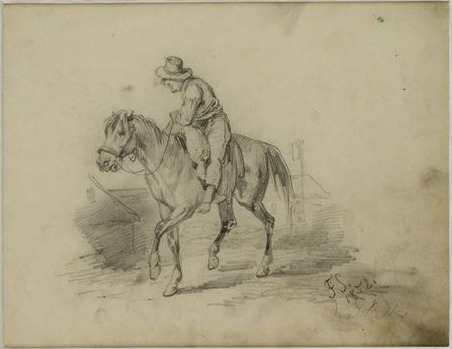
„Parobek na koniu" 1852
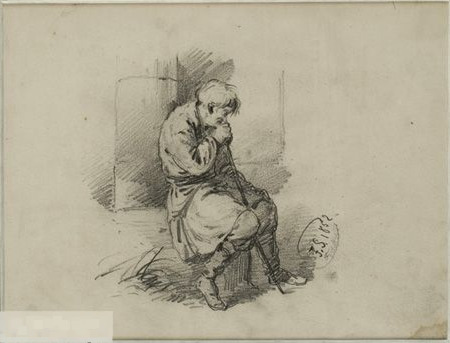
„Siedzący wieśniak" 1852
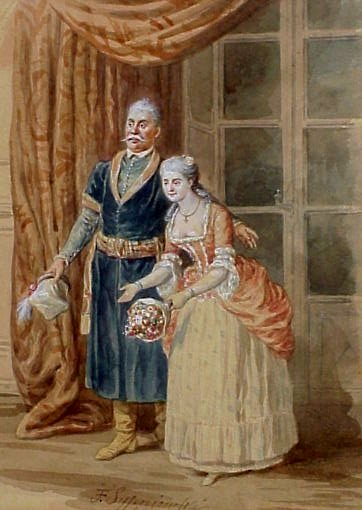
„Przodkowie", zwany też „Sypniewscy w homelskim pałacu" 1870
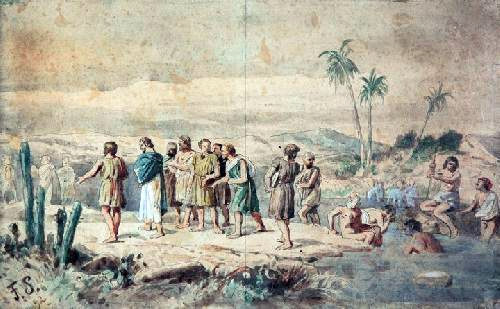
„Nad Jordanem" 1848. Jedna z wielu wczesnych ilustracji „biblijnej serii" Sypniewskiego
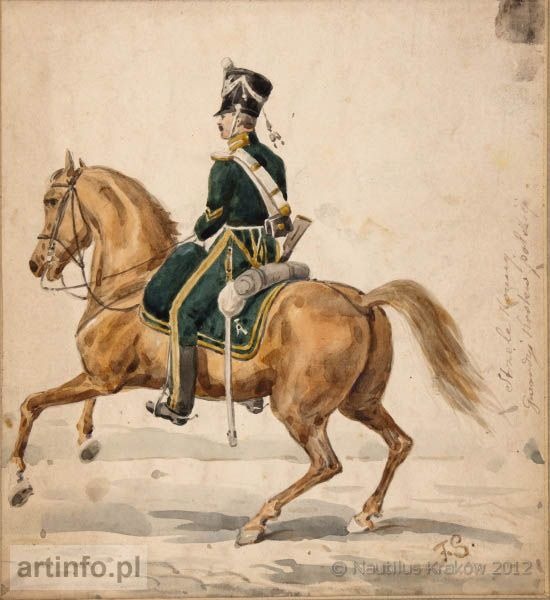
„Strzelec konny"
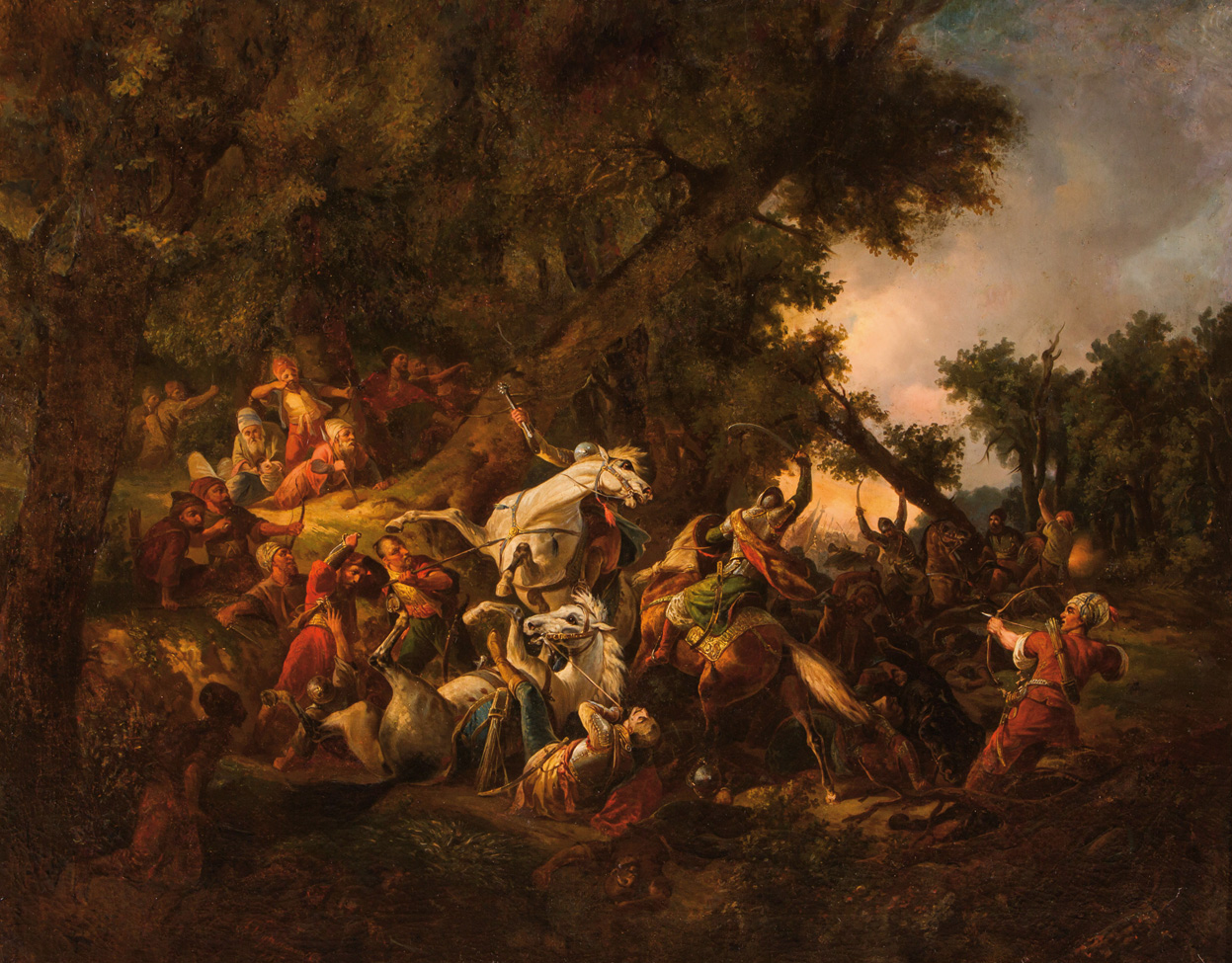
„Zasadzka” 1856